# Jardim Sulacap
Jardim Sulacap, normalment anomenat Sulacap, és un barri de la Zona Oest del municipi de Rio de Janeiro, al Brasil.
Limita amb els barris Campo dos Afonsos, Vila Valqueire, Taquara, Magalhães Bastos i Realengo.
El seu IDH, l'any 2000, era de 0,856, el 50 millor del municipi de Rio.

## Història
La seva fundació data de l'any 1945.
El nom Sulacap té origen en construccions endegades per l'empresa SulAmérica Capitalização, que va fer viable el somni de la casa pròpia per a molts carioques.
Té una localització privilegiada, ja que se situa entre els barris de Realengo, Madureira i Taquara.
La renda mitjana de les famílies és de 5,9 salaris mínims i l'índex de alfabetització dels habitants és del 97,9%. És un barri bucòlic, on predomina la naturalesa.
En les últimes dècades el barri ha experimentat un gran creixement urbà, amb consolidació del comerç i indústria de serveis. Les forces armades, sobretot la FAB, són responsables d'una vila residencial en el barri que acull alguns militars del Campo dos Afonsos.
Aquí se situa encara l'Academia de Policia Militar Dom João VI (antiga Escola de Formació d'Oficials) de la Policia Militar de l'Estat de Rio de Janeiro .
També disposa de: biblioteca, carril bici, places esportives i discoteques, activitat comercial i un famós cementiri anomenat Jardí de la Saudade.

## Dades
El barri de Jardim Sulacap forma part de la regió administrativa de Realengo. Els barris integrants de la regió administrativa són: Campo dos Afonsos, Deodoro, Jardim Sulacap, Magalhães Bastos, Realengo i Vila Militar.